# オールスターゲーム最終投票
オールスターゲーム最終投票（オールスターゲームさいしゅうとうひょう、All-Star Game Final Vote）は、MLBオールスターゲームにおける出場選手の最後の一枠を争う投票。別称「34番目の男」。各リーグから選出される34名（2002年までは30名、2009年までは33名）のうち最初の33名の選出選手はファンによる投票とチームの監督・コーチによる推薦で選出される。その選出に漏れた選手から各リーグ5名が選出され、MLB公式ウェブサイト上で最後の一人を決めるオンライン投票が行われる。

## 歴史
オールスターゲームの選手の選出は、1933から1946年まで全ての選出選手を各チームの監督が選出していた。1947年より先発選手の選出のみファンの投票に変更された。これは1957年まで続いたが、この年シンシナティレッズのファンが大量の組織票を投じレッズの選手が先発に7人も選出される事態が起こった。当時のコミッショナーであったフォード・フリックは、選出されたワリー・ポストとガス・ベルをウィリー・メイズとハンク・アーロンに強制的に入れ替える処置をとった。さらに以降の数シーズン先発メンバーの選任者を選手、コーチと監督に引き渡すことを強制した。1970年から再びファンが各リーグの先発選手（投手以外）を投票によって選出し、先発投手およびロースターメンバーを監督・コーチ陣が選出する方式になった。
2003年から5人の先発投手と3人の救援投手と各ポジションの控えを選手による投票により選ぶ方式となった。現在は各リーグごとに8人の投手と8人の控え選手が選出されており、その投票には両リーグの監督、コーチ、選手が参加する形になった。各チームには少なくとも1人の代表がいることが決められており、最終投票による1人を除いた選出枠の残りと、投票によってすでに選ばれた投手の中から先発投手を監督が選出する。その後、コミッショナーのオフィスによって選出されたオールスターゲーム監督は、オールスター最終投票にノミネートされる5人の候補者を選出する。
オールスターゲームが行われる9日前の日曜日の夕方に、全国放送によってオールスター最終投票の候補者が発表される。投票は放送終盤ノミネート候補者の発表の後開始され定められた数日間行われる。投票中に中間発表が一度行われ、投票終了後選出者が発表される。
最初のオールスター最終投票は2002年に行われた。2002年のMLBオールスターゲームは30人が選出され、その最後の1人がファンによって選ばれた。2003年からオールスターゲーム選出枠が32人に拡大され、その結果ファンは32人目の選手を選出した。その後も選出枠は2009年に33人に、2010年には34人となった。2003年からスポンサー会社がつく形となった。
これまでシアトル・マリナーズを除く全チームから候補者が出された。シカゴ・ホワイトソックスから最多の10名が候補者に挙げられ、最多の4人が選出された。次いでボストン・レッドソックス、フィラデルフィア・フィリーズから3人ずつが選出された。2015年の時点で、ビリー・ワグナーが唯一3度候補者に挙げられた。選出者では、シェーン・ビクトリーノが唯一2度選出された。ポジションでは遊撃手、二塁手、指名打者以外のポジションの選手が選出されている。これまで多くの選出者が試合に出場したが、エバン・ロンゴリアが唯一、長打で打点1を挙げて試合に貢献した。クリス・ヤングは2007年のMLBオールスターゲームで1イニングを投げ2失点で初の敗戦投手となった。ジョニー・デイモンは初安打、初盗塁、初得点を記録した。

## 選出者

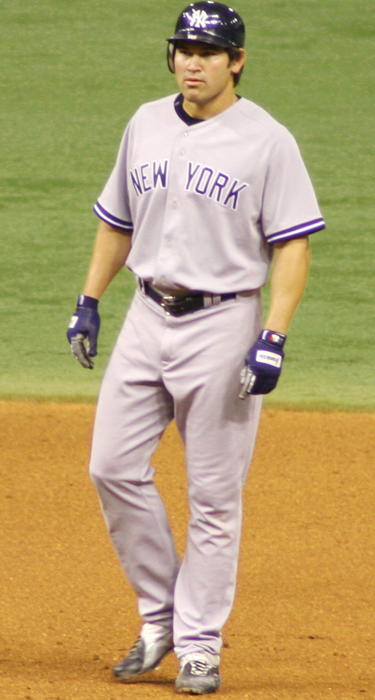
2002年のMLBオールスターゲームで最終投票の初の選出者となったジョニー・デイモン

| アメリカンリーグ               | アメリカンリーグ | アメリカンリーグ | 年度 | ナショナルリーグ               | ナショナルリーグ | ナショナルリーグ |
| 選手（チーム）                 | 守備             | 選出             | 年度 | 選手（チーム）                 | 守備             | 選出             |
| ------------------------------ | ---------------- | ---------------- | ---- | ------------------------------ | ---------------- | ---------------- |
| ジョニー・デイモン (BOS)       | CF               | 初               | 2002 | アンドリュー・ジョーンズ (ATL) | CF               | 2                |
| ジェイソン・バリテック (BOS)   | C                | 初               | 2003 | ジェフ・ジェンキンス (MIL)     | LF               | 初               |
| 松井秀喜 (NYY)                 | LF               | 2                | 2004 | ボビー・アブレイユ (PHI)       | RF               | 初               |
| スコット・ポドセドニック (CWS) | LF               | 初               | 2005 | ロイ・オズワルト (HOU)         | SP               | 初               |
| A.J.ピアジンスキー (CWS)       | C                | 2                | 2006 | ノマー・ガルシアパーラ (LAD)   | 1B               | 6                |
| 岡島秀樹 (BOS)                 | RP               | 初               | 2007 | クリス・ヤング (SD)            | SP               | 初               |
| エバン・ロンゴリア (TB)        | 3B               | 初               | 2008 | コーリー・ハート (MIL)         | OF               | 初               |
| ブランドン・インジ (DET)       | 3B               | 初               | 2009 | シェーン・ビクトリーノ (PHI)   | CF               | 初               |
| ニック・スウィッシャー (NYY)   | RF               | 初               | 2010 | ジョーイ・ボット (CIN)         | 1B               | 初               |
| ポール・コネルコ (CWS)         | 1B               | 5                | 2011 | シェーン・ビクトリーノ (PHI)   | OF               | 2                |
| ダルビッシュ有 (TEX)           | SP               | 初               | 2012 | デビッド・フリース (STL)       | 3B               | 初               |
| スティーブ・デラバー (TOR)     | RP               | 初               | 2013 | フレディ・フリーマン (ATL)     | 1B               | 初               |
| クリス・セール (CWS)           | SP               | 3                | 2014 | アンソニー・リゾ (CHC)         | 1B               | 初               |
| マイク・ムスタカス (KC)        | 3B               | 初               | 2015 | カルロス・マルティネス (STL)   | SP               | 初               |

### 凡例
表中の守備の項は守備位置を示し以下の略記で示す。
| SP | 先発投手 | C  | 捕手   | 2B | 二塁手 | SS | 遊撃手 | LF | 左翼手 | RF | 右翼手   |
| RP | 救援投手 | 1B | 一塁手 | 3B | 三塁手 | OF | 外野手 | CF | 中堅手 | DH | 指名打者 |

| * | 最終投票の選出者 | ‡ | 出場辞退者が出たため代替選出 |

表中のチーム名の略称についてはチームの表記参照。

## 各年の候補者

### 2002年

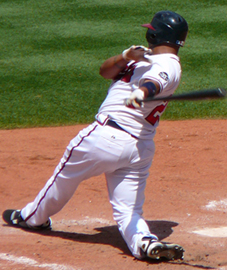
アンドリュー・ジョーンズ

2002年に初めての最終投票が実施され、オールスター登録枠30人の30番目の選手がファン投票によって選出された。この年の正式名称は「オールスター30番目の男（The All-Star 30th Man）」投票と名付けられ、30チームおよびMLBの公式ウェブサイトとESPN.com等のオンライン投票だけで開催された。投票は6月30日から始まり、7月2日に結果発表された。選出者は、アメリカンリーグは692,989票を集めたジョニー・デイモンが、ナショナルリーグは559,752票を集めたアンドリュー・ジョーンズが初の選出者となった。試合では両者とも3打席に立ちデイモンが1安打1得点を記録した。
| アメリカンリーグ             | アメリカンリーグ | アメリカンリーグ |
| 選手（チーム）               | 守備             | 選出             |
| ---------------------------- | ---------------- | ---------------- |
| ジョニー・デイモン (BOS) *   | CF               | 初               |
| ジム・トーミ (CLE)           | 1B               | 3                |
| エリック・チャベス (OAK)     | 3B               | 0                |
| マグリオ・オルドニェス (CWS) | RF               | 3                |
| ダリン・アースタッド (ANA)   | CF               | 2                |

| ナショナルリーグ                 | ナショナルリーグ | ナショナルリーグ |
| 選手（チーム）                   | 守備             | 選出             |
| -------------------------------- | ---------------- | ---------------- |
| アンドリュー・ジョーンズ (ATL) * | CF               | 2                |
| ブライアン・ジャイルズ (PIT)     | RF               | 2                |
| ラリー・ウォーカー (COL)         | RF               | 5                |
| アルバート・プホルス (STL)       | 1B               | 1                |
| ライアン・クレスコ (SD)          | 1B               | 1                |

### 2003年
| ジェイソン・バリテック |  | ジェフ・ジェンキンス |
| ジェイソン・バリテック |  | ジェフ・ジェンキンス |

2003年は登録選手枠が32人に拡大され、この年からスポンサーが付いた。ベースボールカードのメーカーのトップス社がスポンサーに付き正式名称は「トップスオールスター最終投票」として実施された。ナショナルリーグの候補者には当初シカゴ・カブスのコーリー・パターソンがいたが、7月7日に負傷してしまったため代替でケニー・ロフトンが加えられた。投票は7月6日午後8時から始まり、7月9日午後6時まで3日間行われた。この年から投票結果は選出者の得票と最終順位のみで選出者以外の得票は発表されなかった。総得票1080万票のうちアメリカンリーグは3,210,509票を獲得したジェイソン・バリテックが、ナショナルリーグは2,872,200票を獲得したジェフ・ジェンキンスが選出された。試合には両者とも出場はなかった。候補者の中から出場辞退したマイク・スウィーニーの代替としてジェイソン・ジアンビが、マーカス・ジャイルズの代替でルイス・カスティーヨが選出者に加えられた。
| アメリカンリーグ               | アメリカンリーグ | アメリカンリーグ |
| 選手（チーム）                 | 守備             | 選出             |
| ------------------------------ | ---------------- | ---------------- |
| ジェイソン・バリテック (BOS) * | C                | 初               |
| フランク・トーマス (CWS)       | DH               | 5                |
| ジェイソン・ジアンビ (NYY) ‡   | 1B               | 3                |
| エリック・バーンズ (OAK)       | OF               | 0                |
| ベンジー・モリーナ (ANA)       | C                | 0                |

| ナショナルリーグ             | ナショナルリーグ | ナショナルリーグ |
| 選手（チーム）               | 守備             | 選出             |
| ---------------------------- | ---------------- | ---------------- |
| ジェフ・ジェンキンス (MIL) * | LF               | 初               |
| ベニート・サンティアゴ (SF)  | C                | 5                |
| ケニー・ロフトン (PIT)       | CF               | 6                |
| オーランド・カブレラ (MON)   | SS               | 0                |
| ルイス・カスティーヨ (FLA) ‡ | 2B               | 2                |

### 2004年
| 松井秀喜 |  | ボビー・アブレイユ |
| 松井秀喜 |  | ボビー・アブレイユ |

2004年は「Ameriquestオールスター最終投票」の名で、2004年7月4日から2004年7月7日までの3日間投票が行われた。 総得票950万票以上のうち、アメリカンリーグは120万票を獲得した松井秀喜が、ナショナルリーグは200万票を獲得したボビー・アブレイユが選出された。 アブレイユは代打で出場し、松井は代打の後、左翼の守備についた。
| アメリカンリーグ         | アメリカンリーグ | アメリカンリーグ |
| 選手（チーム）           | 守備             | 選出             |
| ------------------------ | ---------------- | ---------------- |
| 松井秀喜 (NYY) *         | LF               | 2                |
| フランク・トーマス (CWS) | DH               | 5                |
| ポール・コネルコ (CWS)   | 1B               | 1                |
| ルー・フォード (MIN)     | OF               | 0                |
| トラビス・ハフナー (CLE) | DH               | 0                |

| ナショナルリーグ             | ナショナルリーグ | ナショナルリーグ |
| 選手（チーム）               | 守備             | 選出             |
| ---------------------------- | ---------------- | ---------------- |
| ボビー・アブレイユ (PHI) *   | RF               | 初               |
| アラミス・ラミレス (CHC)     | DH               | 0                |
| スティーブ・フィンリー (ARI) | 3B               | 2                |
| ジェイソン・ケンドール (PIT) | C                | 3                |
| フアン・ピエール (FLA)       | CF               | 0                |

### 2005年
| スコット・ポドセドニック |  | ロイ・オズワルト |
| スコット・ポドセドニック |  | ロイ・オズワルト |

2005年は再び「Ameriquestオールスター最終投票」の名で、2005年7月3日から2005年7月6日までの3日間投票が行われた。この年の候補者は、アメリカンリーグは全員野手、ナショナルリーグは全て投手で構成された。2005年より携帯電話からの投票が可能となった。投票初日はデレク・ジーターとロイ・オズワルトが優勢だったが、 2日目にスコット・ポドセドニックがジーターを抜き選出者となった。投票総数1500万票の内、ポドセドニックは3,965,473票、オズワルトは2,652,549票を獲得した。オズワルトは1イニングを投げ2安打2失点、ポドセドニックは外野の守備についたが打席は廻ってこなかった。 候補者の中から出場辞退したペドロ・マルチネスの代替でビリー・ワグナーが選出者に加えられたが試合への出場はなかった。
| アメリカンリーグ                 | アメリカンリーグ | アメリカンリーグ |
| 選手（チーム）                   | 守備             | 選出             |
| -------------------------------- | ---------------- | ---------------- |
| スコット・ポドセドニック (CWS) * | LF               | 初               |
| デレク・ジーター (NYY)           | SS               | 6                |
| トリー・ハンター (MIN)           | CF               | 1                |
| 松井秀喜 (NYY)                   | LF               | 2                |
| カール・クロフォード (TB)        | LF               | 1                |

| ナショナルリーグ           | ナショナルリーグ | ナショナルリーグ |
| 選手（チーム）             | 守備             | 選出             |
| -------------------------- | ---------------- | ---------------- |
| ロイ・オズワルト (HOU) *   | SP               | 初               |
| トレバー・ホフマン (SD)    | RP               | 4                |
| ブランドン・ウェブ (ARI)   | SP               | 0                |
| ビリー・ワグナー (PHI) ‡   | RP               | 4                |
| ブレット・マイヤーズ (PHI) | SP               | 0                |

### 2006年
| A.J.ピアジンスキー |  | ノマー・ガルシアパーラ |
| A.J.ピアジンスキー |  | ノマー・ガルシアパーラ |

2006年は、スポンサーが代わり「Monsterオールスター最終投票」と呼ばれた。2006年7月2日から2006年7月5日まで3日間行われた。投票総数1860万票の内、ノマー・ガルシアパーラが400万票、A.J.ピアジンスキーが360万票を獲得して選出されたことがMLBによって発表された。
出場辞退となったホセ・コントレラスの代替でフランシスコ・リリアーノが、トム・グラビンの代替でクリス・カプアーノが選出された。4人は選出されたものの試合への出場はなかった。
| アメリカンリーグ                 | アメリカンリーグ | アメリカンリーグ |
| 選手（チーム）                   | 守備             | 選出             |
| -------------------------------- | ---------------- | ---------------- |
| A.J.ピアジンスキー (CWS) *       | C                | 2                |
| フランシスコ・リリアーノ (MIN) ‡ | C                | 2                |
| トラビス・ハフナー (CLE)         | DH               | 0                |
| ジャスティン・バーランダー (DET) | SP               | 0                |
| ラモン・ヘルナンデス (BAL)       | SP               | 0                |

| ナショナルリーグ               | ナショナルリーグ | ナショナルリーグ |
| 選手（チーム）                 | 守備             | 選出             |
| ------------------------------ | ---------------- | ---------------- |
| ノマー・ガルシアパーラ (LAD) * | 1B               | 6                |
| クリス・カプアーノ (MIL) ‡     | RF               | 3                |
| ボビー・アブレイユ (PHI)       | SP               | 0                |
| ビリー・ワグナー (NYM)         | RP               | 4                |
| クリス・ヤング (SD)            | SP               | 0                |

### 2007年

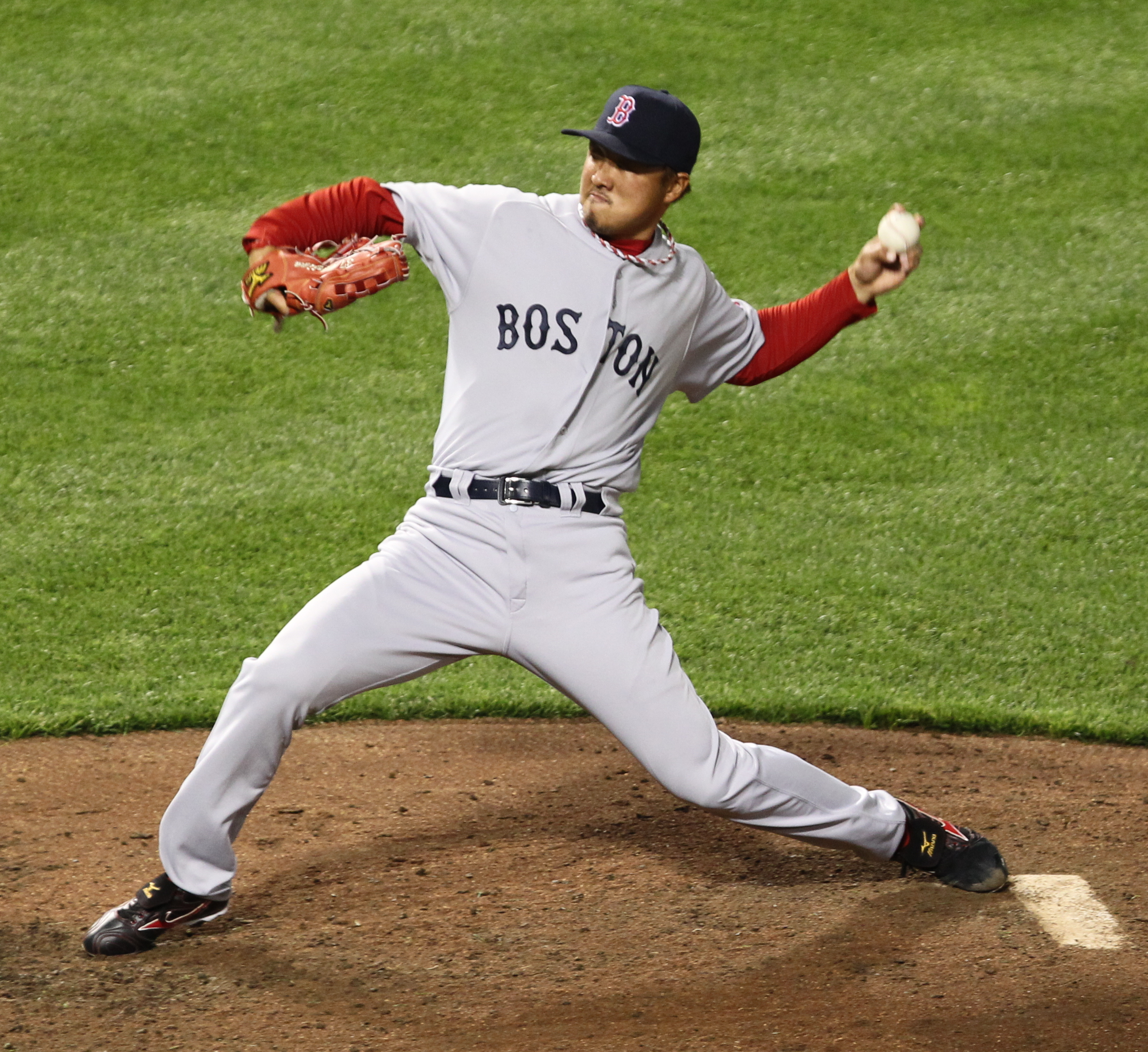
岡島秀樹

2007年の「Monsterオールスター最終投票」は両リーグ共に投手のみ（ナショナルリーグは全て先発投手）が候補になった。これは、2005年のナショナルリーグの候補が投手のみとなって以来2回目。投票は、2007年7月1日から2007年7月5日の4日間行われた。途中結果は毎日発表され、最終結果はMLB.comで発表された。投票総数2300万票を集め、440万票の岡島秀樹、450万票のクリス・ヤングがともに初選出された。岡島は試合への出場はなかった。ヤングは1イニングを投げたがランニングHR打たれ1安打1四球2失点で敗戦投手となった。
候補の一人ロイ・オズワルトはノミネートの時点で7勝5敗で、候補条件とされた8勝を挙げておらず候補にふさわしくないのではとの論争があったが、彼の成績の低さは後続の救援投手の平均防御率の低さ、チームの得点力不足が原因と見なされた。その根拠は、オールスターに選出された先発投手のいずれかを負傷した場合の最初の代替候補となることで示された。最終投票最終日に、故障によりオールスターゲーム参加を辞退したジョン・スモルツに代わりオズワルト(この日までにオールスター最終投票で第3位に位置していた)が選出されたと発表された。その後、ブライアン・フェンテスの故障辞退により代替でブランドン・ウェブが選出された。2人とも試合への出場はなかった。
| アメリカンリーグ               | アメリカンリーグ | アメリカンリーグ |
| 選手（チーム）                 | 守備             | 選出             |
| ------------------------------ | ---------------- | ---------------- |
| 岡島秀樹 (BOS) *               | RP               | 初               |
| ジェレミー・ボンダーマン (DET) | SP               | 0                |
| パット・ネシェック (MIN)       | RP               | 0                |
| ケルビム・エスコバー (LAA)     | SP               | 0                |
| ロイ・ハラデイ (TOR)           | SP               | 4                |

| ナショナルリーグ             | ナショナルリーグ | ナショナルリーグ |
| 選手（チーム）               | 守備             | 選出             |
| ---------------------------- | ---------------- | ---------------- |
| クリス・ヤング (SD) *        | SP               | 初               |
| カルロス・ザンブラーノ (CHC) | SP               | 2                |
| ロイ・オズワルト (HOU) ‡     | SP               | 3                |
| ブランドン・ウェブ (ARI) ‡   | SP               | 2                |
| トム・ゴーゼラニー (PIT)     | SP               | 0                |

### 2008年
| エバン・ロンゴリア |  | コーリー・ハート |
| エバン・ロンゴリア |  | コーリー・ハート |

2008年の「Monsterオールスター最終投票」は前年の候補者が全て投手であったが、この年は全て野手で構成された。投票は2008年7月6日から2008年7月10日まで5日間行われた。投票総数4780万票を集め、900万票のエバン・ロンゴリア、800万票のコーリー・ハートがともに初選出された。ロンゴリアは、新人として最終投票を勝ち取った2人目で、三塁手として初の選出だった。投票終了後、アルフォンソ・ソリアーノの故障による辞退によりデビッド・ライトの選出が発表された。
試合はロンゴリアが代打で出場し二塁打を打って1打点を記録、ハートは途中から出場で3打数無安打だった。ライトも途中出場で3打数1安打1四球を記録した。
| アメリカンリーグ           | アメリカンリーグ | アメリカンリーグ |
| 選手（チーム）             | 守備             | 選出             |
| -------------------------- | ---------------- | ---------------- |
| エバン・ロンゴリア (TB) *  | 3B               | 初               |
| ジャーメイン・ダイ (CWS)   | OF               | 2                |
| ジェイソン・ジアンビ (NYY) | 1B               | 5                |
| ブライアン・ロバーツ (BAL) | 2B               | 2                |
| ホセ・ギーエン (KC)        | OF               | 0                |

| ナショナルリーグ          | ナショナルリーグ | ナショナルリーグ |
| 選手（チーム）            | 守備             | 選出             |
| ------------------------- | ---------------- | ---------------- |
| コーリー・ハート (MIL) *  | OF               | 初               |
| デビッド・ライト (NYM) ‡  | 3B               | 4                |
| パット・バレル (PHI)      | OF               | 0                |
| アーロン・ローワンド (SF) | OF               | 1                |
| カルロス・リー (HOU)      | OF               | 3                |

### 2009年
| ブランドン・インジ |  | シェーン・ビクトリーノ |
| ブランドン・インジ |  | シェーン・ビクトリーノ |

2009年の「オールスターゲームSprint最終投票」は、2年連続して候補者が野手のみで構成され、内8人はオールスター未経験の選手だった。投票は2009年7月5日から2009年7月9日までの4日間行われた。
Sprint社の後援と交換に、テキスト投票はスプリント対応の携帯電話のみ利用可能だった。フィラデルフィア・フィリーズとデトロイト・タイガーズは、ミシガンとペンシルバニアの企業が水曜日に休みにし、木曜日の事前投票で2位にだったインジとビクトリーノに投票するのを奨励した。今年の投票数は、4780万票だった2008年より43.5%増加し過去最大の6860万票を集め、2002年に開始以来オールスター最終投票は2億票を突破した。結果はブランドン・インジと過去最高の1560万票を集めたシェーン・ビクトリーノが初選出された。ビクトリーノは、オールスターゲームに選ばれた4人目のハワイ人（ロン・ダーリング、シド・フェルナンデス、チャーリー・ハフに続く）となった。試合はインジは途中出場で1打数無安打、ビクトリーノは先発出場し2打数1安打1得点だった。
候補者の中からダスティン・ペドロイアの出場辞退によりカルロス・ペーニャが、エバン・ロンゴリアの故障によりショーン・フィギンズが代替出場となった。試合への出場はなかった。
| アメリカンリーグ             | アメリカンリーグ | アメリカンリーグ |
| 選手（チーム）               | 守備             | 選出             |
| ---------------------------- | ---------------- | ---------------- |
| ブランドン・インジ (DET) *   | 3B               | 初               |
| イアン・キンスラー (TEX)     | 2B               | 1                |
| ショーン・フィギンズ (LAA) ‡ | 3B               | 初               |
| カルロス・ペーニャ (TB) ‡    | 1B               | 初               |
| アダム・リンド (TOR)         | DH/LF            | 0                |

| ナショナルリーグ               | ナショナルリーグ | ナショナルリーグ |
| 選手（チーム）                 | 守備             | 選出             |
| ------------------------------ | ---------------- | ---------------- |
| シェーン・ビクトリーノ (PHI) * | CF               | 初               |
| パブロ・サンドバル (SF)        | 3B               | 0                |
| マーク・レイノルズ (ARI)       | 3B               | 0                |
| マット・ケンプ (LAD)           | CF               | 0                |
| クリスチャン・グーズマン (WSH) | SS               | 2                |

### 2010年
| ニック・スウィッシャー |  | ジョーイ・ボット |
| ニック・スウィッシャー |  | ジョーイ・ボット |

2010年の「オールスターゲームSprint最終投票」は、アメリカンリーグの監督ジョー・ジラルディとナショナルリーグの監督チャーリー・マニエルによって候補者が選ばれた。投票は、2010年7月4日から2010年7月8日まで5日間の日程で行われ、2600万の投票のうちの1370万票を獲得したジョーイ・ボットと、ニック・スウィッシャーが選出された。スウィッシャーはオールスター最終投票の歴史で最も接戦のレースと評された。ヒース・ベルは候補者に名を連ねていたが、投票開始前にヨバニ・ガヤルドの代替で出場が決まったため候補者から外された。試合はボットは途中出場で2打数無安打、スウィッシャーも代打で1打数無安打だった。
候補者の中からジャスティン・モルノーの故障でポール・コネルコ、ジェイソン・ヘイワードの故障でビリー・ワグナーの代替出場となった。試合は、コネルコは途中出場で2打数無安打、ワグナーの出場はなかった。
| アメリカンリーグ               | アメリカンリーグ | アメリカンリーグ |
| 選手（チーム）                 | 守備             | 選出             |
| ------------------------------ | ---------------- | ---------------- |
| ニック・スウィッシャー (NYY) * | RF               | 初               |
| ケビン・ユーキリス (BOS)       | 1B               | 2                |
| マイケル・ヤング (TEX)         | 3B               | 7                |
| ポール・コネルコ (CWS) ‡       | 1B               | 4                |
| デルモン・ヤング (MIN)         | LF               | 0                |

| ナショナルリーグ           | ナショナルリーグ | ナショナルリーグ |
| 選手（チーム）             | 守備             | 選出             |
| -------------------------- | ---------------- | ---------------- |
| ジョーイ・ボット (CIN) *   | 1B               | 初               |
| ライアン・ジマーマン (WSH) | 3B               | 1                |
| カルロス・ゴンザレス (COL) | OF               | 0                |
| ビリー・ワグナー (ATL) ‡   | RP               | 7                |
| ヒース・ベル (SD) ‡        | RP               | 2                |

### 2011年
| ポール・コネルコ |  | シェーン・ビクトリーノ |
| ポール・コネルコ |  | シェーン・ビクトリーノ |

2011年の「オールスターゲームSprint最終投票」は、アメリカンリーグの監督ロン・ワシントンとナショナルリーグの監督ブルース・ボウチーによって候補者が選ばれた。投票は2011年7月3日から2011年7月7日まで4日間、MLB.comとMLBのチーム・ウェブサイト、または携帯電話などによって行われた。ファンはTwitterやFacebook経由で投票するとさまざまなキャンペーンが受けられた。投票総数5000万票のうち、840万票でポール・コネルコ、920万票でシェーン・ビクトリーノが選出された。ビクトリーノは2009年に続いて2度目の選出となった。しかし、ビクトリーノは故障により出場を辞退したため次点だったアンドレ・イーシアーが繰り上げ選出となった。
試合は、コネルコが途中出場で1打数無安打1四球、イーシアーが代打で1打数1安打1打点を記録した。
| アメリカンリーグ             | アメリカンリーグ | アメリカンリーグ |
| 選手（チーム）               | 守備             | 選出             |
| ---------------------------- | ---------------- | ---------------- |
| ポール・コネルコ (CWS) *     | 1B               | 5                |
| ビクター・マルティネス (DET) | C                | 4                |
| アレックス・ゴードン (KC)    | RF               | 0                |
| アダム・ジョーンズ (BAL)     | CF               | 1                |
| ベン・ゾブリスト (TB)        | 2B               | 1                |

| ナショナルリーグ               | ナショナルリーグ | ナショナルリーグ |
| 選手（チーム）                 | 守備             | 選出             |
| ------------------------------ | ---------------- | ---------------- |
| シェーン・ビクトリーノ (PHI) * | CF               | 2                |
| アンドレ・イーシアー (LAD) ‡   | RF               | 2                |
| トッド・ヘルトン (COL)         | 1B               | 5                |
| マイケル・モース (WSH)         | 1B               | 0                |
| イアン・ケネディ (ARI)         | SP               | 0                |

### 2012年
| ダルビッシュ有 |  | デビッド・フリース |
| ダルビッシュ有 |  | デビッド・フリース |

2012年の「オールスターゲームMLB.com最終投票」はスポンサーがFirestone社となった。投票は2012年7月1日から2012年7月5日までの5日間、MLB.comとMLBのチーム・ウェブサイト、または携帯電話などによって行われた。さらに最後の数時間Twitterでの投票も行われた。この時、マット・ケンプの故障辞退によりチッパー・ジョーンズの代替出場が決まったため、候補者リストから外された。Twitterでの投票は4時間であったが、毎分2500票の投票があった。得票総数5000万票のうち、730万票でダルビッシュ有が、840万票でデビッド・フリースが選出された。その後、C.J.ウィルソンの出場辞退によりジェイク・ピービーが、イアン・デズモンドとジャンカルロ・スタントンの出場辞退によりマイケル・ボーンとブライス・ハーパーの代替選出が決まった。
試合はダルビッシュとピービーは出場なし、フリース、ボーンは途中出場で1打数無安打、ハーパーは1打数無安打1四球だった。
| アメリカンリーグ              | アメリカンリーグ | アメリカンリーグ |
| 選手（チーム）                | 守備             | 選出             |
| ----------------------------- | ---------------- | ---------------- |
| ダルビッシュ有 (TEX) *        | SP               | 初               |
| ジョナサン・ブロクストン (KC) | RP               | 2                |
| エルネスト・フリエリ (LAA)    | RP               | 0                |
| ジェイソン・ハメル (BAL)      | SP               | 0                |
| ジェイク・ピービー (CWS) ‡    | SP               | 3                |

| ナショナルリーグ             | ナショナルリーグ | ナショナルリーグ |
| 選手（チーム）               | 守備             | 選出             |
| ---------------------------- | ---------------- | ---------------- |
| デビッド・フリース (STL) *   | 3B               | 初               |
| マイケル・ボーン (ARI) ‡     | 2B               | 2                |
| ブライス・ハーパー (WSH) ‡   | OF               | 初               |
| アーロン・ヒル (ATL)         | OF               | 1                |
| チッパー・ジョーンズ（ATL) ‡ | 3B               | 初               |

### 2013年
| スティーブ・デラバー |  | フレディ・フリーマン |
| スティーブ・デラバー |  | フレディ・フリーマン |

2013年の「オールスターゲームMLB.com最終投票」はスポンサーがFreeCreditScore.comとなった。投票は2013年7月6日から2012年7月11日までの6日間、MLB.comとMLBのチーム・ウェブサイト、または携帯電話などによって行われた。また、最後の6時間はTwitterでの投票も行われた。 投票は奇妙な同盟関係を持ったトロント・ブルージェイズとアトランタ・ブレーブスのファンがお互いの候補者に投票するという光景が見られた。その効果もあって、960万票でスティーブ・デラバーと1970万票でフレディ・フリーマンが選出された。ナショナルリーグの次点だったヤシエル・プイグは2009年の過去最多1560万票を集めたシェーン・ビクトリーノを超える票を集めたが選出されなかった。また投票総数も7920万票を集め史上最多だった。
試合は、デラバーが1/3イニングを投げて無失点、フリーマンの出場はなかった。
| アメリカンリーグ             | アメリカンリーグ | アメリカンリーグ |
| 選手（チーム）               | 守備             | 選出             |
| ---------------------------- | ---------------- | ---------------- |
| スティーブ・デラバー (TOR) * | RP               | 初               |
| デビッド・ロバートソン (NYY) | RP               | 1                |
| ホアキン・ベノワ (DET)       | RP               | 0                |
| 上原浩治 (BOS)               | RP               | 0                |
| タナー・シェパーズ (TEX)     | RP               | 0                |

| ナショナルリーグ               | ナショナルリーグ | ナショナルリーグ |
| 選手（チーム）                 | 守備             | 選出             |
| ------------------------------ | ---------------- | ---------------- |
| フレディ・フリーマン (ATL) *   | 1B               | 初               |
| ヤシエル・プイグ (LAD)         | OF               | 0                |
| ハンター・ペンス (SF)          | OF               | 2                |
| イアン・デズモンド (WSH)       | SS               | 1                |
| エイドリアン・ゴンザレス (LAD) | 1B               | 4                |

### 2014年
| クリス・セール |  | アンソニー・リゾ |
| クリス・セール |  | アンソニー・リゾ |

2014年の「オールスターゲームMLB.com最終投票」はスポンサーがExperian社となった。投票は2014年7月6日から2012年7月10日までの5日間、MLB.comとMLBのチーム・ウェブサイト、または携帯電話などによって行われた。投票総数5250万票のうち、670万票獲得のクリス・セールと880万票獲得のアンソニー・リゾが選出された。
試合は、セールは4回に1イニングを投げて1安打1失点、リゾは代打で1打数無安打だった。
| アメリカンリーグ             | アメリカンリーグ | アメリカンリーグ |
| 選手（チーム）               | 守備             | 選出             |
| ---------------------------- | ---------------- | ---------------- |
| クリス・セール (CWS) *       | SP               | 3                |
| ギャレット・リチャーズ (LAA) | SP               | 0                |
| リック・ポーセロ (DET)       | SP               | 0                |
| コーリー・クルーバー (CLE)   | SP               | 0                |
| ダラス・カイケル (HOU)       | SP               | 0                |

| ナショナルリーグ               | ナショナルリーグ | ナショナルリーグ |
| 選手（チーム）                 | 守備             | 選出             |
| ------------------------------ | ---------------- | ---------------- |
| アンソニー・リゾ (CHC) *       | 1B               | 初               |
| ジャスティン・モルノー (COL)   | 1B               | 4                |
| ジャスティン・アップトン (ATL) | OF               | 2                |
| アンソニー・レンドン (WSH)     | 1B               | 0                |
| ケーシー・マギー (MIA)         | 3B               | 0                |

### 2015年

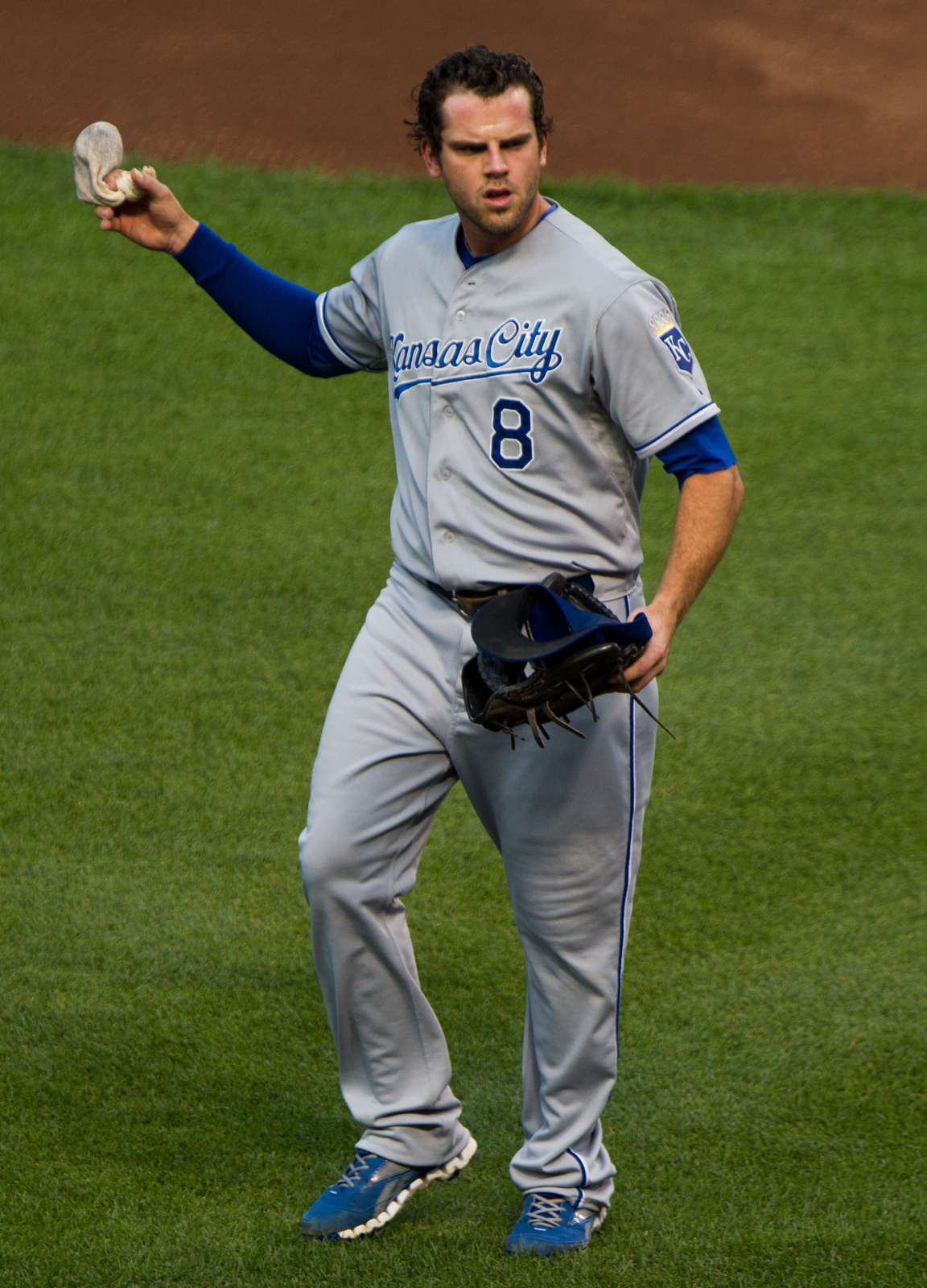
マイク・ムスタカス

2015年の「Esuranceオールスターゲーム最終投票」はスポンサーがEsurance社となった。投票は2015年7月6日から2015年7月10日まで5日間、MLB.comとMLBのチーム・ウェブサイト、Twitterなどによって行われた。アメリカンリーグの候補にブレット・ガードナーが選ばれていたが、ファン投票で選出されたアレックス・ゴードンが故障で辞退したため、代役として出場が決まり、最終投票の候補から外された。投票総数は初の1億票を超え1億1160万票となった。1930万票獲得のマイク・ムスタカスと1410万票獲得のカルロス・マルティネスが共に初選出された。投票後、ホセ・バティスタの出場辞退によりブライアン・ドージャーが、ディー・ゴードンとマックス・シャーザーの出場辞退によりクレイトン・カーショウとトロイ・トゥロウィツキーが代替選出となった。
試合は、ムスターカスとトゥロウィツキーは1打数無安打、ドージャーは2打数無安打、カーショウは5回に1イニングを投げて3安打2失点で敗戦投手となった。ガードナーとマルティネスの出場はなかった。
| アメリカンリーグ               | アメリカンリーグ | アメリカンリーグ |
| 選手（チーム）                 | 守備             | 選出             |
| ------------------------------ | ---------------- | ---------------- |
| マイク・ムスタカス (KC) *      | 3B               | 初               |
| ザンダー・ボガーツ (BOS)       | SS               | 0                |
| ヨエニス・セスペデス (DET)     | OF               | 1                |
| ブライアン・ドージャー (MIN) ‡ | 2B               | 初               |
| ブレット・ガードナー (NYY) ‡   | OF               | 初               |

| ナショナルリーグ                 | ナショナルリーグ | ナショナルリーグ |
| 選手（チーム）                   | 守備             | 選出             |
| -------------------------------- | ---------------- | ---------------- |
| カルロス・マルティネス (STL) *   | SP               | 初               |
| ジョニー・クエト (CIN)           | SP               | 1                |
| ジェウリス・ファミリア (NYM)     | RP               | 0                |
| クレイトン・カーショウ (LAD) ‡   | SP               | 5                |
| トロイ・トゥロウィツキー (COL) ‡ | SS               | 5                |

### 2016年
| アメリカンリーグ             | アメリカンリーグ | アメリカンリーグ |
| 選手（チーム）               | 守備             | 選出             |
| ---------------------------- | ---------------- | ---------------- |
| マイケル・ソーンダース (TOR) | OF               | 初               |
| イアン・キンズラー (DET)     | 2B               | 4                |
| ダスティン・ペドロイア (BOS) | 2B               | 4                |
| エバン・ロンゴリア (TB)      | 3B               | 3                |
| ジョージ・スプリンガー (HOU) | OF               | 0                |

| ナショナルリーグ           | ナショナルリーグ | ナショナルリーグ |
| 選手（チーム）             | 守備             | 選出             |
| -------------------------- | ---------------- | ---------------- |
| ブランドン・ベルト (HOU)   | 1B               | 初               |
| ジェイク・ラム (ARI)       | 3B               | 0                |
| トレバー・ストーリー (COL) | SS               | 0                |
| ライアン・ブラウン (MIL)   | OF               | 6                |
| スターリング・マルテ (PIT) | OF               | 初               |

### 2017年
| アメリカンリーグ            | アメリカンリーグ | アメリカンリーグ |
| 選手（チーム）              | 守備             | 選出             |
| --------------------------- | ---------------- | ---------------- |
| マイク・ムスタカス(KC)*     | 3B               | 2                |
| エルビス・アンドラス(TEX)   | SS               | 2                |
| ザンダー・ボガーツ(BOS)     | SS               | 1                |
| ディディ・グレゴリウス(NYY) | SS               | 0                |
| ローガン・モリソン(TB)      | 1B               | 0                |

| ナショナルリーグ             | ナショナルリーグ | ナショナルリーグ |
| 選手（チーム）               | 守備             | 選出             |
| ---------------------------- | ---------------- | ---------------- |
| ジャスティン・ターナー(LAD)* | 3B               | 初               |
| ジャスティン・ボーア(MIA)    | 1B               | 0                |
| クリス・ブライアント(CHC)    | 3B               | 2                |
| アンソニー・レンドン(WSH)    | 3B               | 0                |
| マーク・レイノルズ(COL)      | 1B               | 0                |

## チームの候補者と選出者
| チーム                                                | 候補者 | 選出者 | 選出率 |
| ----------------------------------------------------- | ------ | ------ | ------ |
| アリゾナ・ダイヤモンドバックス                        | 6      | 0      | .000   |
| アトランタ・ブレーブス                                | 5      | 2      | .400   |
| ボルチモア・オリオールズ                              | 4      | 0      | .000   |
| ボストン・レッドソックス                              | 4      | 3      | .750   |
| シカゴ・カブス                                        | 3      | 1      | .333   |
| シカゴ・ホワイトソックス                              | 10     | 4      | .400   |
| シンシナティ・レッズ                                  | 1      | 1      | 1.000  |
| クリーブランド・インディアンス                        | 3      | 0      | .000   |
| コロラド・ロッキーズ                                  | 3      | 0      | .000   |
| デトロイト・タイガース                                | 4      | 1      | .250   |
| ヒューストン・アストロズ                              | 3      | 1      | .333   |
| カンザスシティ・ロイヤルズ                            | 3      | 1      | .333   |
| ロサンゼルス・エンゼルス (アナハイム・エンゼルス)     | 5      | 0      | .000   |
| ロサンゼルス・ドジャース                              | 3      | 1      | .333   |
| マイアミ・マーリンズ (フロリダ・マーリンズ)           | 2      | 0      | .000   |
| ミルウォーキー・ブルワーズ                            | 3      | 2      | .667   |
| ミネソタ・ツインズ                                    | 5      | 0      | .000   |
| ニューヨーク・メッツ                                  | 2      | 0      | .000   |
| ニューヨーク・ヤンキース                              | 6      | 2      | .333   |
| オークランド・アスレチックス                          | 2      | 0      | .000   |
| フィラデルフィア・フィリーズ                          | 7      | 3      | .429   |
| ピッツバーグ・パイレーツ                              | 4      | 0      | .000   |
| サンディエゴ・パドレス                                | 5      | 1      | .250   |
| サンフランシスコ・ジャイアンツ                        | 3      | 0      | .000   |
| シアトル・マリナーズ                                  | 0      | 0      | ----   |
| セントルイス・カージナルス                            | 2      | 2      | 1.000  |
| タンパベイ・レイズ                                    | 4      | 1      | .250   |
| テキサス・レンジャーズ                                | 3      | 1      | .333   |
| トロント・ブルージェイズ                              | 3      | 1      | .333   |
| ワシントン・ナショナルズ (モントリオール・エクスポズ) | 5      | 0      | .000   |